# Marco (nome)
Marco  è un nome proprio di persona italiano maschile.

## Varianti
- Maschili
  - Alterati: Marcolino[5][6], Marcuccio[5], Marchino[5], Marchetto[5]
  - Composti: Gianmarco, Marcantonio[5], Marcaurelio[5], Marco Tullio[5]
- Femminili: Marca[5][6]
  - Alterati: Marchina[5], Marcolina[5][6], Marcuccia[5]

### Varianti in altre lingue
- Albanese: Mark, Marku
- Basco: Marko[1][2]
- Bretone: Mark
- Bulgaro: Марко (Marko)[1][2]
- Catalano: Marc[1]
- Ceco: Marek[1][2]
- Cornico: Margh[1]
- Croato: Marko[1][2]
- Danese: Markus[1], Marcus[1], Mark[1]
- Esperanto: Marko
- Estone: Markko
- Finlandese: Markku[1][2], Markus[1], Marko[1][2]
- Francese: Marc[1][2]
- Galiziano: Marcos
- Gallese: Marc[1][2]
- Greco antico: Μάρκος (Márkos)[1]
- Greco biblico: Μάρκος (Márkos)[1]
- Greco moderno: Μάρκος (Márkos)[1]
- Hawaiiano: Maleko[1][2]
- Inglese: Mark[1][7], Marcus[1][8]
- Irlandese: Marcas[1]
- Islandese: Markús
- Latino: Marcus[1][2][8]
- Lettone: Marks
- Lituano: Markas, Morkus
- Macedone: Марко (Marko)[1]
- Norvegese: Markus[1], Marcus[1], Mark[1]
- Olandese: Mark[1], Marco[1]
- Polacco: Marek[1][2]
- Portoghese: Marcos[1][2], Marco[1]
  - Alterati: Marquinhos[1]
- Romeno: Marcu
- Russo: Марк (Mark)[1]
- Sardo: Marcu
- Scozzese: Marcas[1]
- Serbo: Марко (Marko)[1][2]
- Slovacco: Marek[1][2]
- Sloveno: Marko[1]
- Spagnolo: Marcos[1][2], Marco[1]
- Svedese: Markus[1], Marcus[1], Mark[1]
- Tedesco: Markus[1][2], Marco[1]
- Ucraino: Марко (Marko)[1][2]
- Ungherese: Márk[1]

## Origine e diffusione

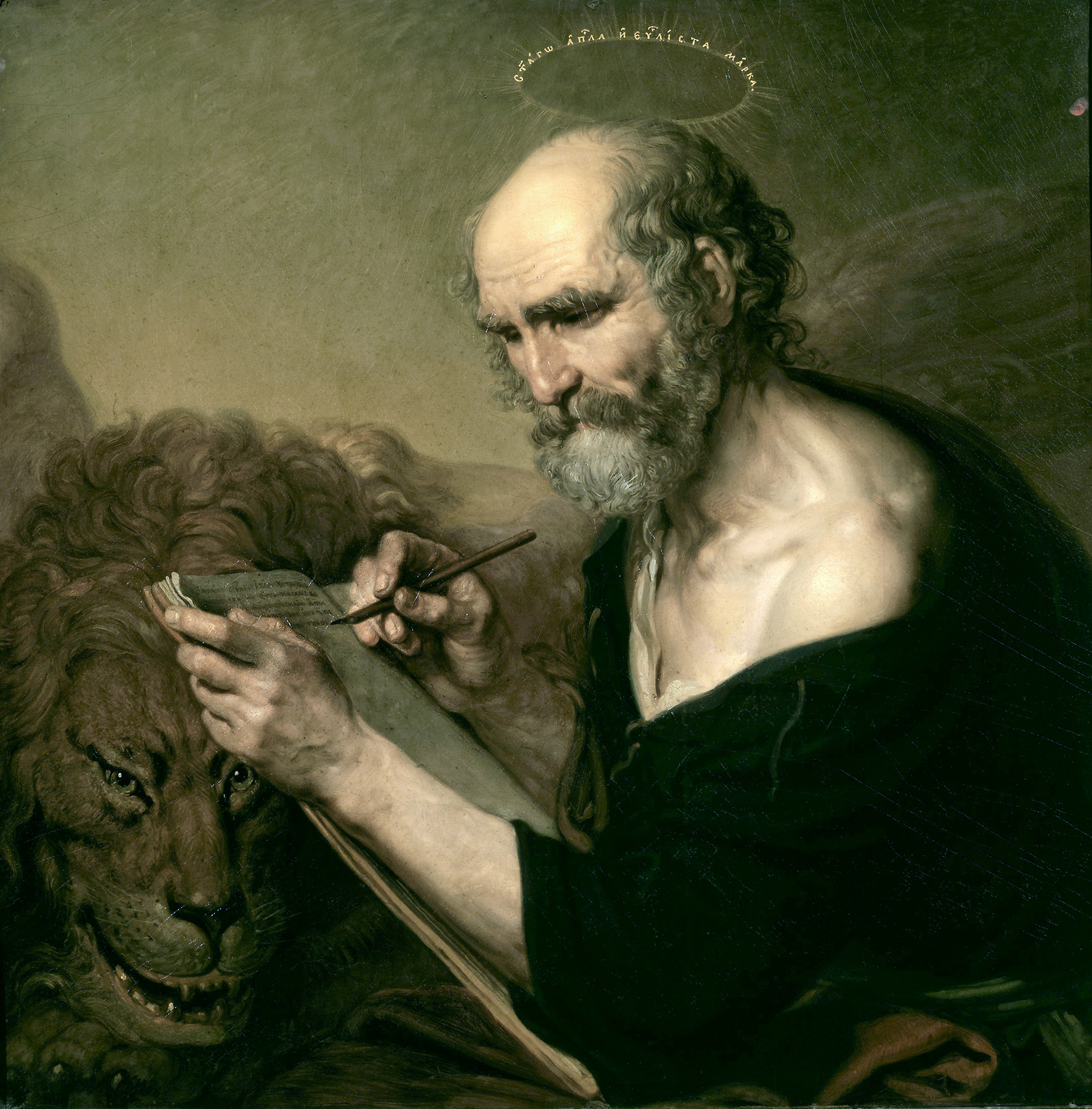
San Marco evangelista in un dipinto di Vladimir Borovikovskij

Continua il praenomen romano Marcus, a sua volta una forma sincopata di Marticus o Marticos: analogamente a Martino e Marziale, si tratta di un nome teoforico riferito al dio romano della guerra Marte (quindi può essere interpretato come "di Marte", "consacrato a Marte", "devoto a Marte"). Va altresì notato che marcus (forse etimologicamente legato a malleus) voleva dire anche "grande martello" in latino, e che nell'onomastica germanica esisteva un nome simile, Mark, basato sulla radice marah ("confine", presente anche in Marcolfo). Da Marcus sono derivati i nomi Marcello (un diminutivo tipicamente latino) e Marzio (un patronimico); non va confuso col nome Malco, di origine del tutto differente.
Ai tempi dell'Impero romano, il praenomen Marcus era così diffuso da avere una forma greca, Μάρκος (Markos), che è quella portata dall'evangelista Marco. Proprio grazie a lui, e secondariamente anche agli altri santi così chiamati, il nome conobbe grande diffusione durante il Medioevo, specialmente a Venezia, città di cui san Marco è patrono e dove, secondo la tradizione, sarebbero custodite le sue spoglie. 
In Italia il nome si può trovare ovunque, ma maggiormente e con più compattezza in Lombardia e in Toscana, e meno frequentemente al Sud; è attestata la forma femminile "Marca", comunque generalmente sostituita da "Marcolina" o da "Marcella" e talmente rara che alcune fonti considerano il nome come esclusivamente maschile. Nei paesi anglofoni il nome è diffuso principalmente nella forma Mark, che è derivata direttamente da quella greca e che è stata tra i dieci nomi più usati negli Stati Uniti tra il 1955 e il 1970; in misura minore è affiancata anche dal classico latino Marcus.

## Onomastico
L'onomastico è festeggiato da cattolici e ortodossi il 25 aprile, in onore di san Marco evangelista. Sono però assai numerosi i santi e i beati che hanno portato tale nome, fra i quali si ricordano, alle date seguenti:
- 2 gennaio, san Marco, asceta sordomuto[12]
- 24 febbraio, beato Marco de' Marconi, religioso girolamino[11]
- 5 marzo, san Marco l'Asceta, monaco, eremita del deserto e teologo[12]
- 11 marzo, san Marco Chong Ui-bae, uno dei martiri coreani, morto a Seul[11][12]
- 13 marzo, san Marco, martire a Nicea[4][12]
- 19 marzo, san Marco, martire a Sorrento con le sue tre sorelle[4][12]
- 24 marzo, san Marco, martire a Roma[4][12]
- 29 marzo, san Marco, vescovo di Aretusa[11][12]
- 28 aprile o 5 novembre, san Marco, detto "Galileo", vescovo di Atina e martire sotto Domiziano[4][11][12]
- 24 maggio o 31 agosto, san Marco, martire a Milano[4][12]
- 18 giugno, san Marco, martire con san Marcelliano a Roma[4][11]
- 3 luglio, san Marco, martire con san Mociano in Mesia[4][11][12]
- 7 luglio, san Marco Ji Tianxiang, uno dei martiri cinesi, morto a Jixian (Hebei, Cina)[11][12]
- 29 luglio, san Marco, martire a Roma[4]
- 13 agosto, beato Marco d'Aviano, religioso cappuccino[11]
- 1º settembre, san Marco, sacerdote in Africa e poi in Campania[4][12]
- 7 settembre, san Marco Križevčanin, martire a Košice[11][12]
- 21 settembre, beato Marco da Modena, sacerdote domenicano[11]
- 25 settembre, beato Marco Criado, martire trinitario[11]
- 28 settembre, san Marco, pastore, martire ad Antiochia[4][12]
- 4 ottobre, san Marco, martire ad Alessandria d'Egitto[4][12]
- 7 ottobre, san Marco, papa nel 336[3][4][11]
- 22 ottobre, san Marco, vescovo di Gerusalemme e martire[4][11][12]
- 24 ottobre, san Marco, martire con Soterico e Valentina presso Efeso[12]
- 24 ottobre, san Marco, eremita in Campania[4]
- 25 ottobre, san Marco, soldato e martire a Roma sotto Claudio il Gotico[4][12]
- 5 novembre, san Marco, vescovo di Eca (poi Troia)[12][13]
- 16 novembre, san Marco, martire in Africa[4][12]
- 22 novembre, san Marco, martire ad Antiochia[4][12]
- 15 dicembre, san Marco, martire in Africa[4][12]

## Persone
- Marco, evangelista
- Marco Anneo Lucano, poeta romano

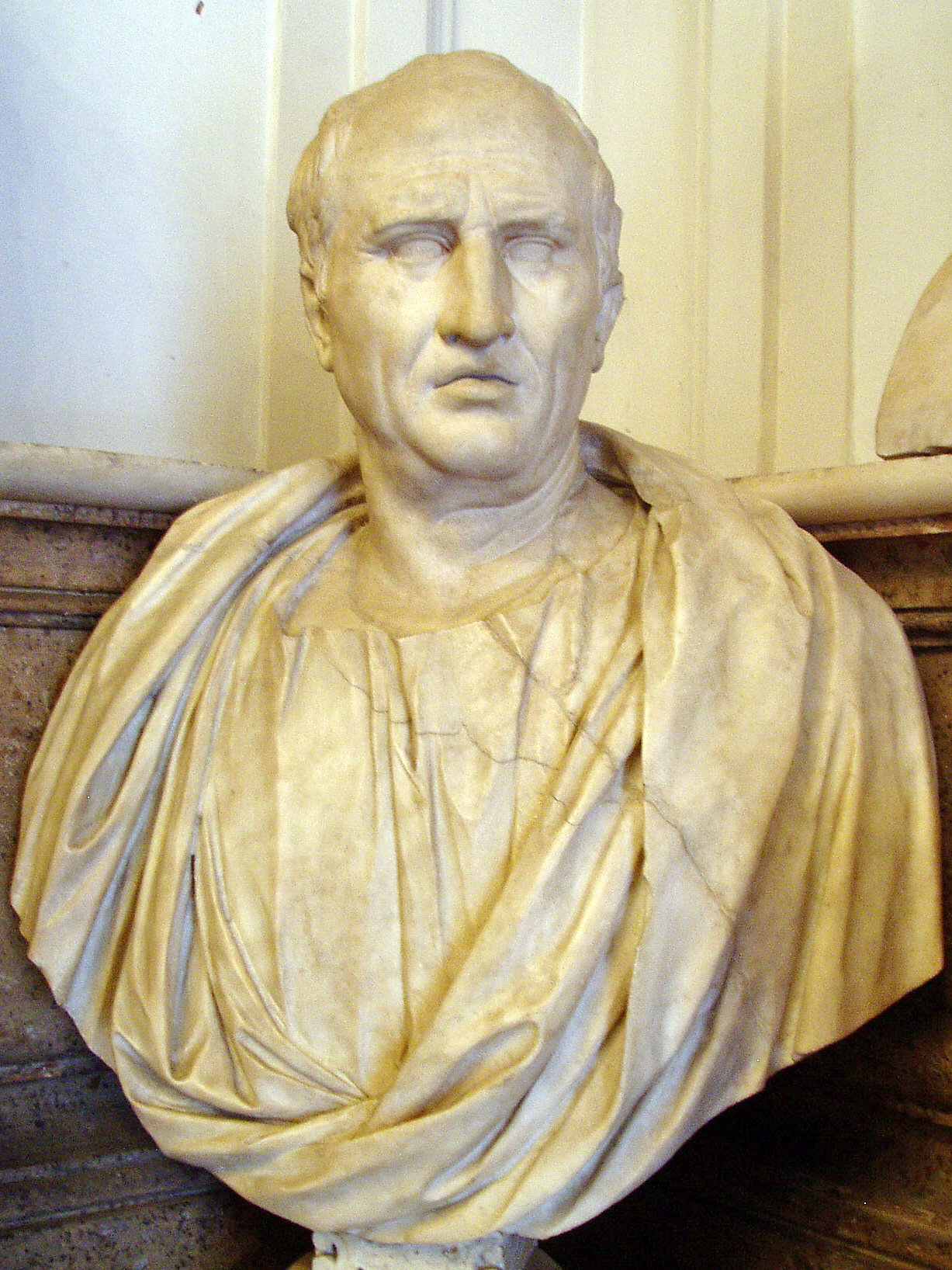
Marco Tullio Cicerone

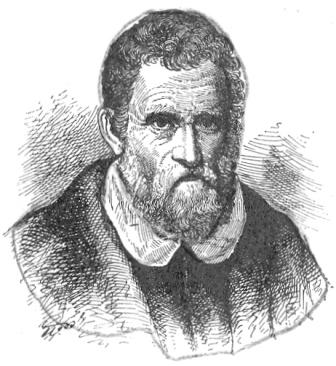
Marco Polo

- Marco Antonio, politico e generale romano
- Marco Asensio, calciatore spagnolo
- Marco Atilio Regolo, console e politico romano
- Marco Aurelio, imperatore, filosofo e scrittore romano
- Marco Tullio Cicerone, avvocato, politico e scrittore romano
- Marco Borriello, calciatore italiano
- Marco Cappato, politico e attivista italiano
- Marco Carta, cantante italiano
- Marco Columbro, attore e conduttore televisivo italiano
- Marco da Gagliano, compositore e religioso italiano
- Marco Delvecchio, allenatore di calcio e calciatore italiano
- Marco Masini, cantautore italiano
- Marco Materazzi, calciatore e allenatore di calcio italiano
- Marco Melandri, pilota motociclistico italiano
- Marco Mengoni, cantautore italiano
- Marco Pannella, politico e giornalista italiano
- Marco Pantani, ciclista su strada italiano
- Marco Polo, mercante, ambasciatore, viaggiatore e scrittore italiano
- Marco Scacchi, compositore del Barocco italiano
- Marco Simoncelli, pilota motociclistico italiano
- Marco Tardelli, calciatore e allenatore di calcio italiano
- Marco Travaglio, giornalista, saggista e scrittore italiano
- Marco van Basten, calciatore e allenatore di calcio olandese

### Variante Marc

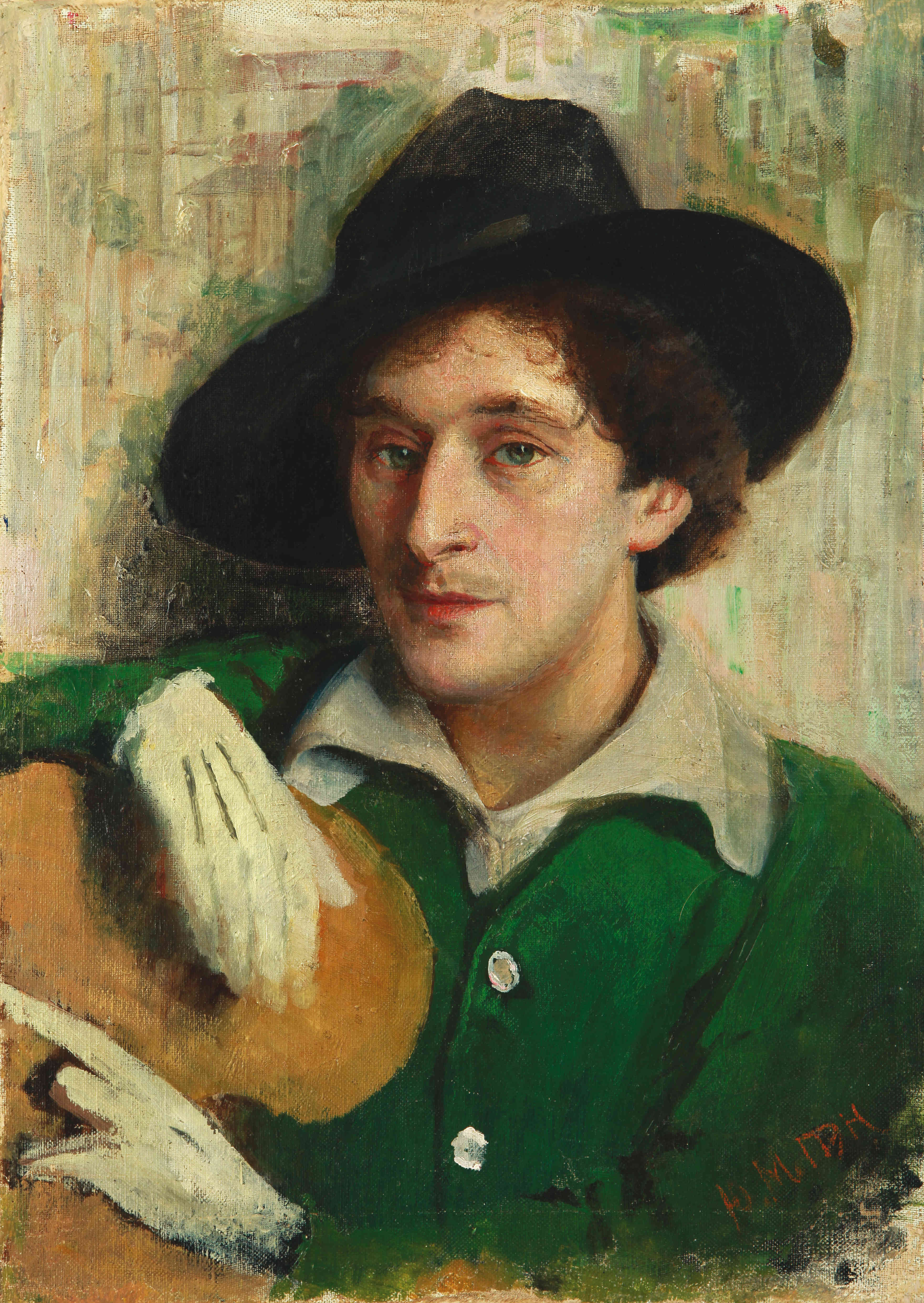
Marc Chagall

- Marc Anthony, cantante e attore statunitense
- Marc Chagall, pittore russo naturalizzato francese
- Marc Connelly, drammaturgo e attore statunitense
- Marc Gené, pilota automobilistico spagnolo
- Marc Lawrence, attore e regista statunitense
- Marc Márquez, pilota motociclistico spagnolo
- Marc Ouellet, cardinale e arcivescovo cattolico canadese
- Marc Sardelli, pittore e incisore italiano
- Marc Surer, pilota automobilistico e conduttore televisivo svizzero

### Variante Mark

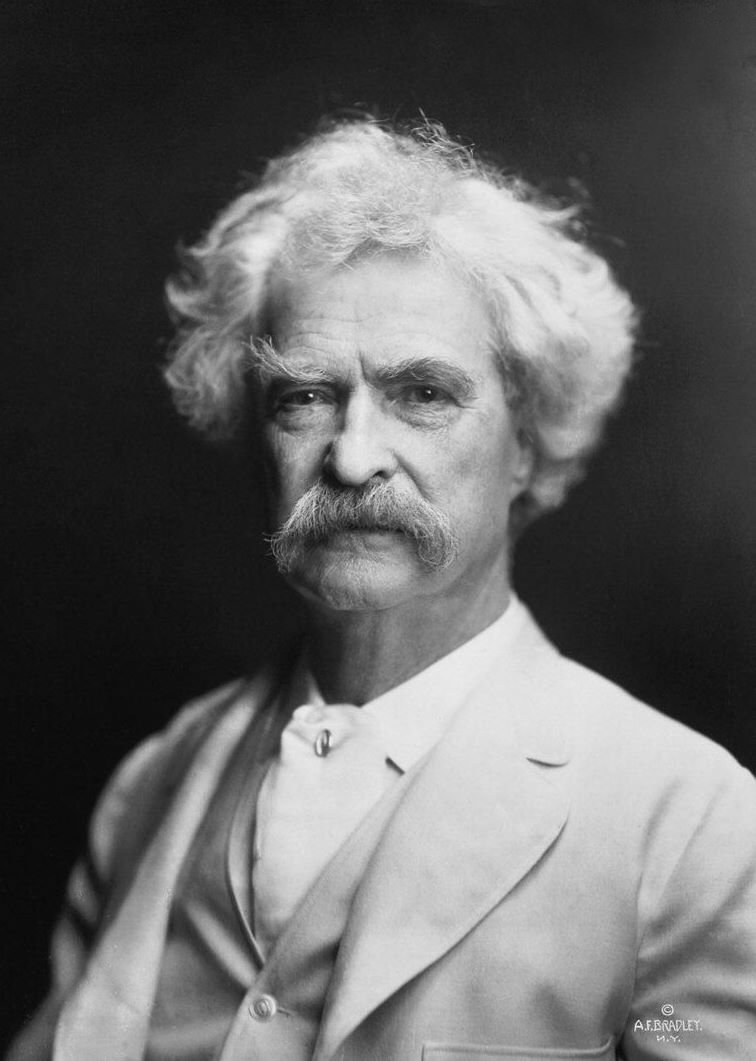
Mark Twain

- Mark Cavendish, ciclista su strada e pistard mannese naturalizzato britannico
- Mark Few, allenatore di pallacanestro statunitense
- Mark Hamill, attore e doppiatore statunitense
- Mark Harmon, attore e produttore statunitense
- Mark Hoppus, cantante e bassista statunitense
- Mark Knopfler, chitarrista, cantautore e compositore britannico
- Mark Ruffalo, attore e regista statunitense
- Mark Twain, scrittore statunitense
- Mark Wahlberg, attore, modello, produttore televisivo e rapper statunitense
- Mark Webber, pilota automobilistico australiano
- Mark Zuckerberg, informatico, programmatore e imprenditore statunitense

### Variante Marcos

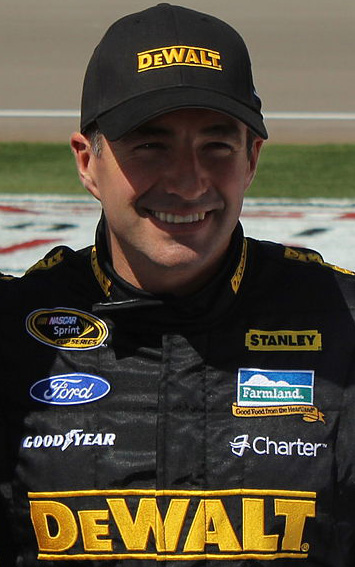
Marcos Ambrose

- Subcomandante Marcos, rivoluzionario messicano
- Marcos Ambrose, pilota automobilistico australiano
- Marcos Baghdatis, tennista cipriota
- Marcos de Torres y Rueda, arcivescovo cattolico spagnolo
- Marcos Paz, politico argentino
- Marcos Pontes, astronauta brasiliano
- Marcos António Portugal, compositore portoghese

### Variante Marcus
- Marcus Allbäck, calciatore svedese

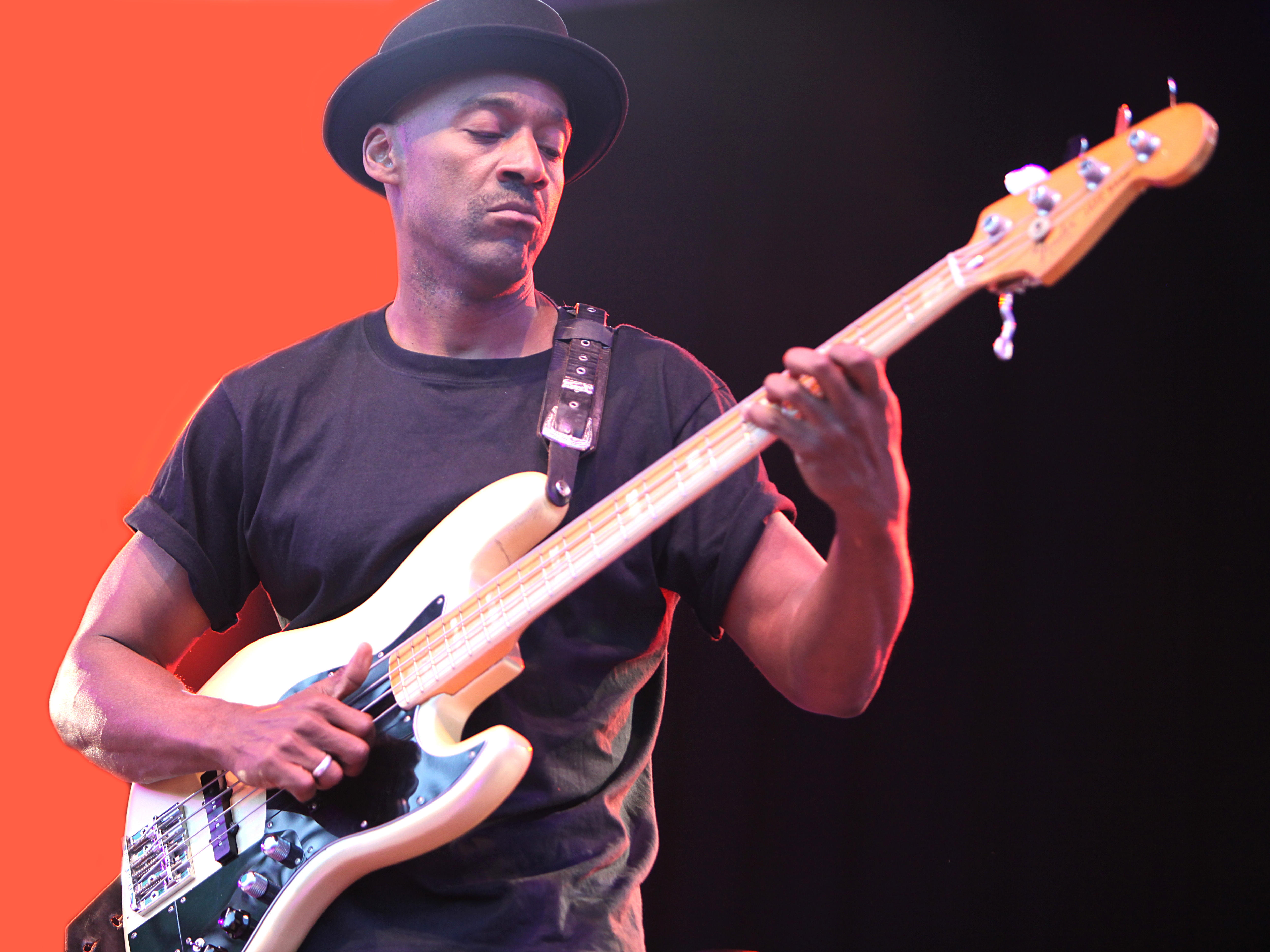
Marcus Miller

- Marcus du Sautoy, matematico britannico
- Marcus Garvey, sindacalista e scrittore giamaicano
- Marcus Grönholm, pilota automobilistico finlandese
- Marcus Hellner, fondista svedese
- Marcus Miller, bassista, compositore e produttore discografico statunitense
- Marcus Mumford, cantante e chitarrista britannico
- Marcus Rashford, calciatore britannico

### Variante Markus
- Markus, cantante e attore tedesco
- Markus Großkopf, bassista tedesco

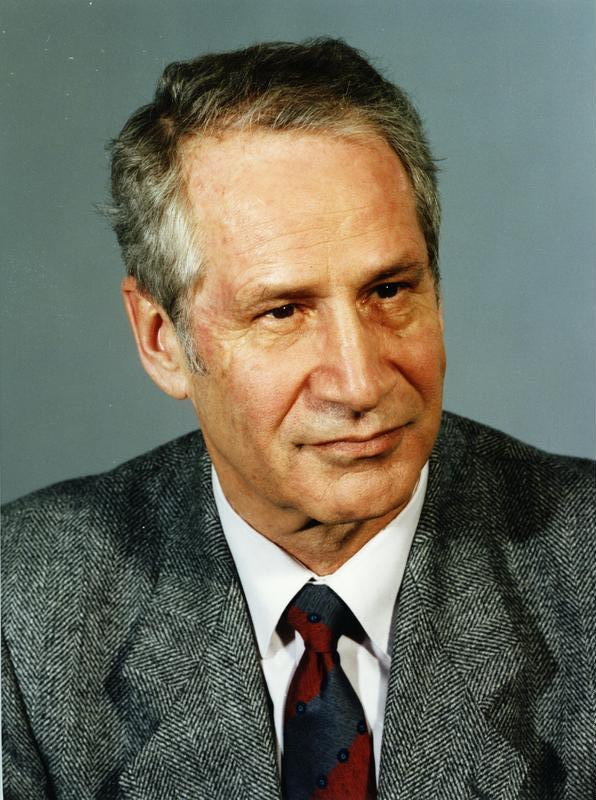
Markus Wolf

- Markus Henriksen, calciatore norvegese
- Markus Lüpertz, pittore, scultore e fotografo tedesco
- Markus Neteler,  geografo, programmatore e scienziato tedesco
- Markus Persson, autore di videogiochi svedese
- Markus Prock, slittinista austriaco
- Markus Rosenberg, calciatore svedese
- Markus Wolf, agente segreto tedesco-orientale
- Markus Zohner, attore e regista teatrale svizzero

### Variante Marek

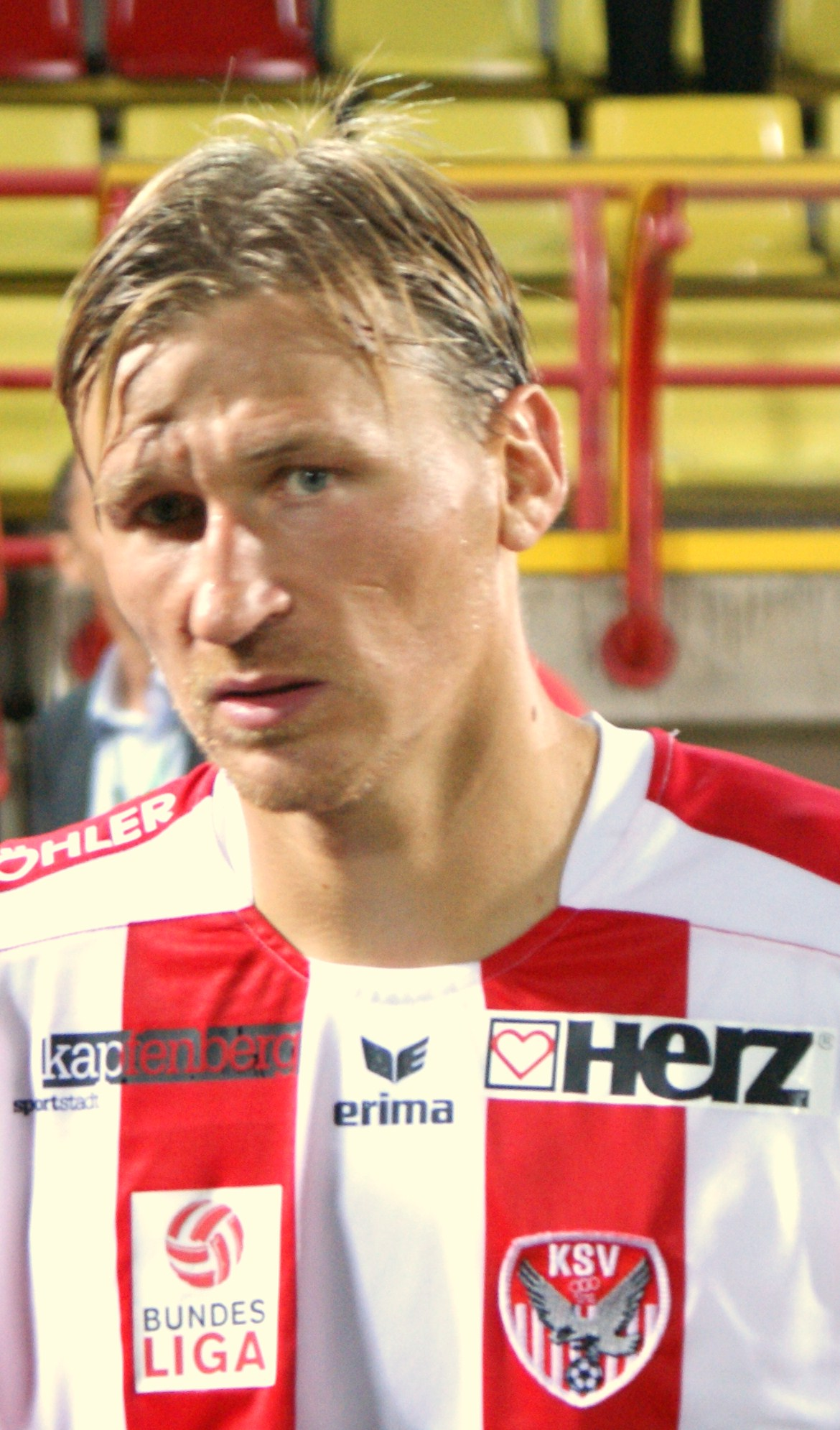
Marek Heinz

- Marek Edelman, politico e attivista
- Marek Hamšík, calciatore
- Marek Heinz, calciatore
- Marek Hłasko, scrittore
- Marek Jankulovski, calciatore
- Marek Koźmiński, calciatore
- Marek Łbik, canoista
- Marek Lemsalu, calciatore
- Marek Matějovský, calciatore
- Marek Mintál, calciatore
- Marek Plawgo, atleta
- Marek Sapara, calciatore
- Marek Zabka, aracnologo polacco
- Marek Zúbek, calciatore

### Variante Marko
- Marko Arnautović, calciatore austriaco
- Marko Bakić, calciatore montenegrino
- Marko Jarić, cestista serbo
- Marko Kitti, scrittore finlandese
- Marko Livaja, calciatore croato
- Marko Marin, calciatore tedesco di origine bosniaca

## Il nome nelle arti
- Marco è il protagonista del film Il padre di famiglia (1967), interpretato da Nino Manfredi e diretto da Nanni Loy.
- Marco è il protagonista dell'omonimo anime.
- Marco è un personaggio del manga e della serie anime One Piece.
- Marcolina è un personaggio della commedia Sior Todero brontolon di Carlo Goldoni.
- Mark Aoyama è un personaggio della serie manga e anime Mew Mew - Amiche vincenti.
- Marco Cesaroni è un personaggio della serie televisiva I Cesaroni.
- Mark Chang è un personaggio della serie animata Due fantagenitori.
- Marco Ferrari è un personaggio della serie televisiva Che Dio ci aiuti.
- Mark Evans è il protagonista dell'anime Inazuma Eleven.
- Marco Lasso è un personaggio del manga ed anime Shaman King.
- Mark Lenders è un personaggio del manga e anime Holly e Benji.
- Marco Lombardo è un personaggio della Divina Commedia.
- Marco Pagot è il protagonista del film d'animazione del 1992 Porco Rosso, diretto da Hayao Miyazaki.
- Marco Poggi è un personaggio della serie televisiva College.
- Marko Ramius è un personaggio del romanzo Caccia a Ottobre Rosso
- Mark Renton è uno dei protagonisti del romanzo di Irvine Welsh Trainspotting.
- Marco Salamanca è un personaggio della serie televisiva Breaking Bad.
- Mark Sloan è un personaggio della serie televisiva Grey's Anatomy.
- Marco "Mark" Terzi è il protagonista della trilogia di Mark il poliziotto (1975-6), tutt'e tre interpretati da Franco Gasparri e diretti da Stelvio Massi.
- Degli uomini chiamati "Marco" vengono citati nelle canzoni Anna e Marco di Lucio Dalla, Musica ribelle di Eugenio Finardi, La solitudine di Laura Pausini.
- Mark Rollerblade è un personaggio della serie web Sexy Spies.
- Marco Rossi è uno dei personaggi della saga videoludica Metal Slug.